# ビルシュタイン
ビルシュタイン(Bilstein)は、ドイツ、ノルトライン＝ヴェストファーレン州エンネペタルに本社を置く、ティッセンクルップグループの自動車用のダンパーメーカーである。1954年創業。

## 概要
日本国内向けは、スポーツタイプとスポーツ・ユーティリティタイプの自動車に一部純正採用されている他、アフターマーケットパーツとしてスポーツ走行向けにセッティングされたダンパーが市販されている。このため、スポーツタイプの製品が中心と思われがちだが、ドイツ本国ではメルセデス・ベンツなどのセダンなどに多く純正採用されているようにスポーツ専用のダンパーメーカーではない。もちろんスポーツカーであるポルシェやフェラーリにも純正採用されている。
ビルシュタイン製ダンパーは、高圧ガス封入式（単筒式／ド・カルボン式）というのが一般の認識であるが、純正タイプなどには複筒式も多数存在する。また、ビルシュタインのシェルケース＝黄色を連想する人が多いが、メルセデス・ベンツなどで純正装着している物は黒色であるため、外観から識別するのは難しい。ただし、日本車で採用されている車種は、スポーツ用でなおかつ「ビルシュタイン採用」をアピールしているのでこれには当てはまらない。

## 歴史
- 1954年 - アウグスト・ビルシュタインの息子であるハンス・ビルシュタインがフランス人研究者であるド・カルボン博士の考案した高圧ガス封入式ダンパーの実用化に成功。
- 1957年 - 実用化されたダンパーがメルセデス・ベンツに採用される。
- 1967年 - ニュルブルクリンクにおいて、ビルシュタイン社製ダンパーを装着したポルシェ・907、ポルシェ・910が排気量無制限クラスのライバル車を相手に総合優勝。この時両車は2リッター水平対向6気筒エンジン、もしくは2.2リッター水平対向8気筒エンジンだった。
- 1995年 - ビルシュタインの親会社であるティッセンクルップ・ビルシュタイン（Thyssen Krupp Bilstein）社は米国現地法人であるBOA（ビルシュタイン・オブ・アメリカ、Bilstein Of America)を中心に、ビルシュタインR-2000（Bilstein R-2000）ブランドで燃料・燃焼系統エンジン洗浄システム（カーボン・クリーニング）および潤滑油系統エンジン洗浄システム（スラッジ・クリーニング）を中心としたケミカルブランドを立ち上げる。
- 2007年4月 - メーカーロゴが一新された。

## 日本での販売
一部の国産車へ純正採用されているほか、正規総代理店である株式会社阿部商会からアフターマーケットパーツとして市販されている。また、正規ビルシュタイン・サービスセンターとして株式会社エナペタル、BSCフジノ、BSCブロケイドが、メンテナンスに加えオーダーメイド製品の製作を行なっている。
エンジン洗浄システムを中心としたケミカルブランドであるビルシュタインR-2000（Bilstein R-2000）は株式会社ジャビスが日本総代理店となる。